# Жилник, Милица
Милица «Маша» Жилник (серб. Милица "Маша" Жилник), урождённая Милица Шувакович (серб. Милица Шуваковић; 1912 год, Пакрац — 15 декабря 1942, Бубань) — югославская партизанка, участница Народно-освободительной войны Югославии. Жена Слободана Жилника, народного героя Югославии. Мать кинорежиссёра Желимира Жилника.

## Биография
Родилась в 1912 году в Пакраце. Родом из семьи священников, живших в Земуне. Училась в Белградском университете, в годы учёбы вступила в компартию Югославии и занялась изданием газеты «Женщина сегодня» (серб. Жена данас). Около полугода в 1940 году находилась на нелегальном положении, скрываясь от полиции. В марте 1941 года вернулась в Земун. Когда началась война Югославии против Германии, её вместе с отцом захватили в плен усташи, откуда она смогла вырваться при помощи друзей и сбежать в Белград.
В Белграде Милица скрывалась в доме номер 17 по Драгачевской улице у Даницы и Елены Цветковичей. Она оказывала помощь партизанам Белграда во главе с Мате Видаковичем, изготавливая самодельные взрывные устройства. В ходе одного из таких взрывов в августе 1941 года Милица получила серьёзное ранение, однако чудом скрылась от преследования полиции, а Мате (ему оторвало обе руки), Елену и Даницу расстреляли в тюрьме. В конце сентября 1941 года Милица бежала из Белграда.
Милица вступила в Озренский партизанский отряд, получив там псевдоним «Маша». Позднее она перешла в Топлицкий партизанский отряд, в Пасьяцкую роту, где встретилась со Слободаном Жилником и вступила с ним в брак в южной Сербии. Эта свадьба стала первой партизанской свадьбой, сыгранной в южной Сербии. В начале 1942 года её захватили в плен в Прокупле и отправили в концлагерь Црвени Крст в Нише. Однако установить её настоящее имя было трудно, поскольку она предварительно запаслась документами на имя учительницы Йованки Попович из Сараево. 8 сентября 1942 года Милица родила сына, которого назвали Желимиром. Одна из женщин, которая принимала роды, стала крёстной матерью для Желимира.
2 декабря 1942 года из лагеря сбежали несколько десятков заключённых. Милицу обвиняли в заговоре и подстрекательствам к побегу, однако она была уверена, что даже Гестапо не установит её настоящее имя и не сможет ничего доказать. В лагере были введены повышенные меры безопасности и ужесточён режим дня. Врач из лагеря, доктор Велизар Пияде, успел всё же сообщить Милице вдохновляющую новость: в ходе побега он передал новорождённого сына заключённым, которые пообещали позаботиться о нём. Это немного утешило Милицу.
В конце концов, 15 декабря 1942 года Милицу расстреляли без суда и следствия. На расстрел она шла в спокойном состоянии, поскольку уже знала, что Желимир в безопасности. Сын выжил после войны и в итоге стал легендарным режиссёром, посвятив несколько фильмов своим родителям. Одна из улиц Белграда была переименована в честь Милицы.